# Euceraia cornuta
Euceraia cornuta är en insektsart som först beskrevs av Brunner von Wattenwyl 1891.  Euceraia cornuta ingår i släktet Euceraia och familjen vårtbitare. Inga underarter finns listade i Catalogue of Life.